# Strach się bać
Strach się bać – album zespołu Lady Pank, wydany 28 maja 2007 z okazji 25-lecia zespołu.
Nagrania uzyskały status złotej płyty.
Okładkę płyty, zawierającą pieczęć z logo Lady Pank, tytuł albumu i liczbę „25”, która nawiązywała do jubileuszu zespołu, zaprojektował Wojciech Panasewicz, syn Janusza Panasewicza.

## Lista utworów
1. „Strach się bać” (muz. J. Borysewicz sł. A. Mogielnicki) – 4:06
2. „Wenus, Mars” (muz. J. Borysewicz sł. A. Mogielnicki) – 4:20
3. „Jeśli coś tam kochasz” (muz. J. Borysewicz sł. A. Mogielnicki) – 4:08
4. „Wspinaczka (czyli historia pewnej rewolucji)” (muz. J. Borysewicz sł. A. Mogielnicki) – 4:45
5. „Leprechaun” (muz. J. Borysewicz sł. A. Mogielnicki) – 2:53
6. „Naprawdę piękny dzień” (muz. J. Borysewicz sł. A. Mogielnicki) – 3:42
7. „Pole minowe” (muz. J. Borysewicz sł. A. Mogielnicki) – 3:39
8. „Dobra konstelacja” (muz. J. Borysewicz sł. A. Mogielnicki) – 4:23
9. „Wielki supermarket” (muz. J. Borysewicz sł. A. Mogielnicki) – 3:22
10. „Nie mam nic, prócz ciebie (lady)” (muz. J. Borysewicz sł. A. Mogielnicki) – 4:03

## Muzycy
- Jan Borysewicz – gitara, chórki
- Janusz Panasewicz – śpiew
- Krzysztof Kieliszkiewicz – gitara basowa
- Kuba Jabłoński – perkusja

gościnnie
- Michał Sitarski – gitara
- Wojtek Olszak – instrumenty klawiszowe
- Marek „Georgia” Pieczara – chórki

muzycy Carrantuohill (utwór 5)
- Dariusz Sojka – akordeon
- Maciej Paszek – skrzypce
- Zbigniew Seyda – bouzuki

## Pozycje na listach
| Lista | Kraj   | Pozycja |
| ----- | ------ | ------- |
| OLiS  | Polska | 3       |